# Mistrzostwa Ameryki w Piłce Ręcznej Mężczyzn 2008
Mistrzostwa Ameryki w Piłce Ręcznej Mężczyzn 2008 – trzynaste mistrzostwa Ameryki w piłce ręcznej mężczyzn, oficjalny międzynarodowy turniej piłki ręcznej o randze mistrzostw kontynentu organizowany przez PATHF mający na celu wyłonienie najlepszej męskiej reprezentacji narodowej w Ameryce. Odbył się w dniach 24–28 czerwca 2008 roku w brazylijskim mieście São Carlos. Tytułu zdobytego w 2006 roku broniła reprezentacja Brazylii. Mistrzostwa były jednocześnie eliminacjami do MŚ 2009.
W turnieju wziąć udział miało osiem reprezentacji – sześć najlepszych z poprzednich mistrzostw oraz dwie wyłonione we wcześniejszych eliminacjach. Zawody zaś początkowo miały odbyć się w Atlancie, jednak w lutym 2008 roku Stany Zjednoczone zrezygnowały z organizacji mistrzostw. W związku z wycofaniem się USA, ich miejsce zajęła trzecia w turnieju eliminacyjnym Dominikana, która jednakże tuż przed mistrzostwami wycofała się z uczestnictwa, co wymusiło zmiany w harmononogramie.
Turniej odbył się w ciągu pięciu meczowych dni. Przez pierwsze trzy dni zespoły rywalizowały w dwóch grupach systemem kołowym, po czym odbyła się dwudniowa faza play-off. Dwie czołowe drużyny z każdej z grup awansowały do półfinałów, pozostałe zaś walczyły o miejsce piąte.
Tytuł mistrzowski obronili gospodarze, wraz z Argentyńczykami i Kubańczykami awansując do turnieju finałowego mistrzostw świata. Najskuteczniejszym zawodnikiem, z 34 bramkami, został Chilijczyk Emil Feuchtmann.

## Eliminacje
Turniej eliminacyjny odbył się w dniach 5–11 listopada 2007 roku na Kubie. O dwa miejsca rywalizowało tam systemem kołowym pięć zespołów.

### Mecze
| 5 listopada 2007 | Kanada | 27:27(13:13) | Portoryko | Hawana |
| 5 listopada 2007 |        | 27:27(13:13) |           | Hawana |

| 5 listopada 2007 | Kuba | 44:23(21:7) | Meksyk | Hawana |
| 5 listopada 2007 |      | 44:23(21:7) |        | Hawana |

| 6 listopada 2007 | Kanada | 25:19(15:9) | Dominikana | Hawana |
| 6 listopada 2007 |        | 25:19(15:9) |            | Hawana |

| 6 listopada 2007 | Portoryko | 35:29(18:16) | Meksyk | Hawana |
| 6 listopada 2007 |           | 35:29(18:16) |        | Hawana |

| 7 listopada 2007 | Dominikana | 34:34(18:18) | Meksyk | Hawana |
| 7 listopada 2007 |            | 34:34(18:18) |        | Hawana |

| 7 listopada 2007 | Kuba | 35:20(20:8) | Portoryko | Hawana |
| 7 listopada 2007 |      | 35:20(20:8) |           | Hawana |

| 9 listopada 2007 | Kanada | 31:20(14:11) | Meksyk | Hawana |
| 9 listopada 2007 |        | 31:20(14:11) |        | Hawana |

| 9 listopada 2007 | Kuba | 31:20(17:11) | Dominikana | Hawana |
| 9 listopada 2007 |      | 31:20(17:11) |            | Hawana |

| 10 listopada 2007 | Dominikana | 35:31(18:18) | Portoryko | Hawana |
| 10 listopada 2007 |            | 35:31(18:18) |           | Hawana |

| 10 listopada 2007 | Kuba | 31:13(13:5) | Kanada | Hawana |
| 10 listopada 2007 |      | 31:13(13:5) |        | Hawana |

## Losowanie
Losowanie grup odbyło się pod koniec maja 2008 roku, a przed nim zespoły zostały podzielone na cztery koszyki według wyników osiągniętych w poprzednich turniejach.
| Koszyk 1               | Koszyk 2                  | Koszyk 3          | Koszyk 4        |
| ---------------------- | ------------------------- | ----------------- | --------------- |
| - Brazylia - Argentyna | - Grenlandia - Dominikana | - Chile - Urugwaj | - Kanada - Kuba |

## Uczestnicy
- Grupa A
  -  Argentyna
  -  Grenlandia
  -  Chile
  -  Kanada
- Grupa B
  -  Brazylia
  -  Dominikana
  -  Urugwaj
  -  Kuba

## Faza grupowa

### Grupa A
| 24 czerwca 200816:00 | Argentyna | 36:25(13:11) | Chile | Ginásio Municipal Milton Olaio Filho, São Carlos |
| 24 czerwca 200816:00 |           | 36:25(13:11) |       | Ginásio Municipal Milton Olaio Filho, São Carlos |

| 24 czerwca 200821:00 | Grenlandia | 20:20(6:11) | Kanada | Ginásio Municipal Milton Olaio Filho, São Carlos |
| 24 czerwca 200821:00 |            | 20:20(6:11) |        | Ginásio Municipal Milton Olaio Filho, São Carlos |

| 25 czerwca 200816:00 | Chile | 31:28(19:12) | Grenlandia | Ginásio Municipal Milton Olaio Filho, São Carlos |
| 25 czerwca 200816:00 |       | 31:28(19:12) |            | Ginásio Municipal Milton Olaio Filho, São Carlos |

| 25 czerwca 200818:00 | Argentyna | 26:15(15:10) | Kanada | Ginásio Municipal Milton Olaio Filho, São Carlos |
| 25 czerwca 200818:00 |           | 26:15(15:10) |        | Ginásio Municipal Milton Olaio Filho, São Carlos |

| 26 czerwca 200816:00 | Chile | 28:23(17:9) | Kanada | Ginásio Municipal Milton Olaio Filho, São Carlos |
| 26 czerwca 200816:00 |       | 28:23(17:9) |        | Ginásio Municipal Milton Olaio Filho, São Carlos |

| 26 czerwca 200818:00 | Argentyna | 31:22(16:8) | Grenlandia | Ginásio Municipal Milton Olaio Filho, São Carlos |
| 26 czerwca 200818:00 |           | 31:22(16:8) |            | Ginásio Municipal Milton Olaio Filho, São Carlos |

### Grupa B
| 24 czerwca 200818:00 | Brazylia | 38:13(17:7) | Urugwaj | Ginásio Municipal Milton Olaio Filho, São Carlos |
| 24 czerwca 200818:00 |          | 38:13(17:7) |         | Ginásio Municipal Milton Olaio Filho, São Carlos |

| 25 czerwca 200820:00 | Kuba | 28:24(16:9) | Urugwaj | Ginásio Municipal Milton Olaio Filho, São Carlos |
| 25 czerwca 200820:00 |      | 28:24(16:9) |         | Ginásio Municipal Milton Olaio Filho, São Carlos |

| 26 czerwca 200820:00 | Brazylia | 33:21(20:10) | Kuba | Ginásio Municipal Milton Olaio Filho, São Carlos |
| 26 czerwca 200820:00 |          | 33:21(20:10) |      | Ginásio Municipal Milton Olaio Filho, São Carlos |

## Faza pucharowa

### Mecze o miejsca 5–7
| 27 czerwca 200816:00 | Urugwaj | 23:21(12:9) | Kanada | Ginásio Municipal Milton Olaio Filho, São Carlos |
| 27 czerwca 200816:00 |         | 23:21(12:9) |        | Ginásio Municipal Milton Olaio Filho, São Carlos |

| 28 czerwca 200814:00 | Grenlandia | 28:21(12:10) | Urugwaj | Ginásio Municipal Milton Olaio Filho, São Carlos |
| 28 czerwca 200814:00 |            | 28:21(12:10) |         | Ginásio Municipal Milton Olaio Filho, São Carlos |

### Mecze o miejsca 1–4
|  |                       |           |           |                       |    |          |          |       |
|  | Półfinały             | Półfinały | Półfinały |                       |    | Finał    | Finał    | Finał |
|  | Półfinały             | Półfinały | Półfinały |                       |    | Finał    | Finał    | Finał |
|  | 27 czerwca 2008 18:00 |           |           |                       |    |          |          |       |
|  |                       |           |           |                       |    |          |          |       |
|  | Brazylia              | Brazylia  | 26        |                       |    |          |          |       |
|  | Brazylia              | Brazylia  | 26        | 28 czerwca 2008 18:00 |    |          |          |       |
|  | Chile                 | Chile     | 22        |                       |    |          |          |       |
|  | Chile                 | Chile     | 22        |                       |    | Brazylia | Brazylia | 27    |
|  | 27 czerwca 2008 14:00 |           |           |                       |    | Brazylia | Brazylia | 27    |
|  |                       |           | Argentyna | Argentyna             | 24 |          |          |       |
|  | Argentyna             | Argentyna | Argentyna | Argentyna             | 24 | 33       |          |       |
|  | Argentyna             | Argentyna |           |                       |    |          |          |       |
|  | Kuba                  | Kuba      | 32        |                       |    |          |          |       |
|  | Kuba                  | Kuba      | 32        | Mecz o 3. miejsce     |    |          |          |       |
|  |                       |           |           |                       |    |          |          |       |
|  | 28 czerwca 2008 16:00 |           |           |                       |    |          |          |       |
|  |                       |           |           |                       |    |          |          |       |
|  | Chile                 | Chile     | 30        |                       |    |          |          |       |
|  | Chile                 | Chile     | 30        |                       |    |          |          |       |
|  | Kuba                  | Kuba      | 37        |                       |    |          |          |       |
|  | Kuba                  | Kuba      | 37        |                       |    |          |          |       |

| 27 czerwca 200818:00 | Brazylia | 26:22(19:10) | Chile | Ginásio Municipal Milton Olaio Filho, São Carlos |
| 27 czerwca 200818:00 |          | 26:22(19:10) |       | Ginásio Municipal Milton Olaio Filho, São Carlos |

| 27 czerwca 200814:00 | Argentyna | 33:32(16:15) | Kuba | Ginásio Municipal Milton Olaio Filho, São Carlos |
| 27 czerwca 200814:00 |           | 33:32(16:15) |      | Ginásio Municipal Milton Olaio Filho, São Carlos |

| 28 czerwca 200818:00 | Brazylia | 27:24(11:9) | Argentyna | Ginásio Municipal Milton Olaio Filho, São Carlos |
| 28 czerwca 200818:00 |          | 27:24(11:9) |           | Ginásio Municipal Milton Olaio Filho, São Carlos |

| 28 czerwca 200816:00 | Chile | 30:37(18:17) | Kuba | Ginásio Municipal Milton Olaio Filho, São Carlos |
| 28 czerwca 200816:00 |       | 30:37(18:17) |      | Ginásio Municipal Milton Olaio Filho, São Carlos |

## Klasyfikacja końcowa
| Miejsce | Reprezentacja | Uwagi          |
| ------- | ------------- | -------------- |
| złoto   | Brazylia      | awans: MŚ 2009 |
| srebro  | Argentyna     | awans: MŚ 2009 |
| brąz    | Kuba          | awans: MŚ 2009 |
| 4       | Chile         | -              |
| 5       | Grenlandia    | -              |
| 6       | Urugwaj       | -              |
| 7       | Kanada        | -              |